# Chakrabongse Bhuvanath
Chakrabongse Bhuvanath, Hoàng tử của Phitsanulok, (tiếng Thái: จักรพงษ์ภูวนาถ; RTGS: Chakkraphong Phuwanat; 03 tháng 3 năm 1883 - ngày 13 tháng 6 năm 1920), là con thứ 40 của vua Chulalongkorn và con thứ tư của Hoàng hậu Sri Bajarindra.
Hoàng tử đã được gửi đến Nga empirein thiếu niên của mình, nơi anh học tại trang một quân đoàn. Ông trở lại Xiêm với một người vợ Nga, Catherine Na Phitsanulok (Yekaterina Desnitskaya; Cyrillic: Екатерина Десницкая) và một ủy ban danh dự trong một Hussarregiment. Các hoàng tử và công chúa có một con trai, Hoàng tử Chula Chakrabongse. Hoàng tử và vợ sống trong Paruskavan cung điện ở Bangkok. Hoàng tử Chakrabongse từng là Tham mưu Trưởng của Xiêm Quân đội Hoàng gia cho đến khi ông qua đời ở tuổi 37 vào năm 1920.
Ông và anh trai ông là Hoàng tử Purachatra, Tư lệnh các kỹ sư quân đội, đã được cụ trong sự phát triển của ngành hàng không ở Anh. Hoàng tử Chakrabongse được nhớ đến nhiều nhất hiện nay là cha đẻ của Hoàng gia hàng không Dịch vụ của quân đội, một tiền thân của Không quân Hoàng gia Thái Lan.
Hoàng tử là một đứa con trai yêu thích của cả nhà vua và hoàng hậu. Ông đại diện cha trên nhiều chuyến thăm nước ngoài, chẳng hạn như để đám cưới của Thái tử Wilhelm và vương miện công chúa Cecilie của Prussia, lễ tang của vua Umberto IOF Ý, và lễ đăng quang của vua George V và Nữ hoàng Mary của Vương quốc Anh trong năm 1911. Hoàng tử Chakrabongse chết vào năm 1920 ở tuổi 37.

## Hình ảnh khác

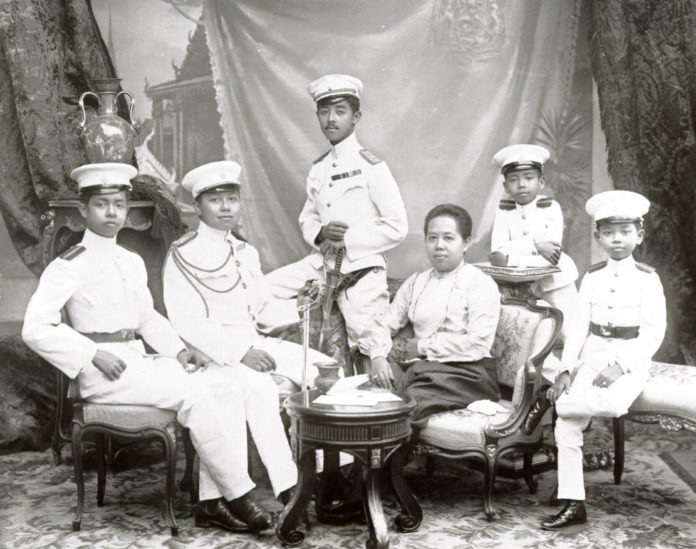
Queen Saovabha and her sons, circa 1900 (from left to right: Prince Asdang, Crown Prince Maha Vajiravudh, Prince Chakrabongse, Queen Saovabha, Prince Prajadhipok, and Prince Chudadhut)

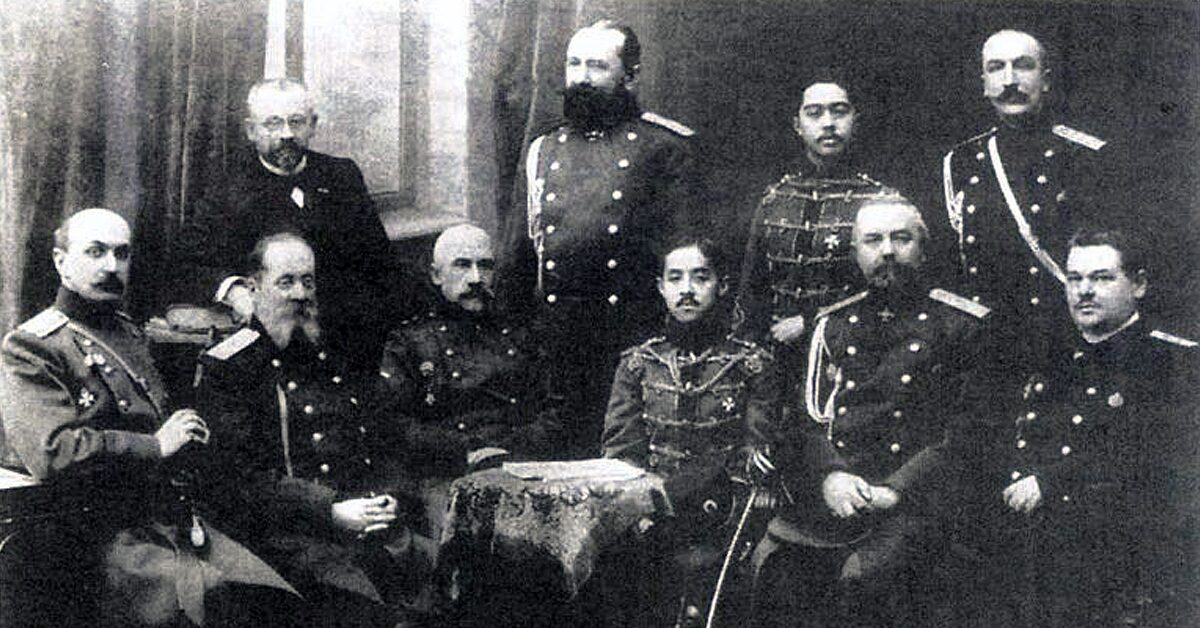
Chakrabongse Bhuvanath when attending the Staff School